# Dichochrysa mira
Dichochrysa mira är en insektsart som först beskrevs av Hölzel 1973.  Dichochrysa mira ingår i släktet Dichochrysa och familjen guldögonsländor. Inga underarter finns listade i Catalogue of Life.